# Paresseux
Pour les articles homonymes, voir paresse.
Folivora
Cet article concerne les mammifères autrefois classés dans les édentés tardigrades. Pour les petits organismes appelés oursons d'eau ou tardigrades, voir Tardigrada.
Sous-ordre
Familles de rang inférieur
- Megalonychidae
- Bradypodidae
- † Rathymotheriidae
- † Scelidotheriidae
- † Mylodontidae
- † Orophodontidae
- † Megatheriidae

Les paresseux sont des mammifères arboricoles d'Amérique du Sud et d'Amérique centrale qui constituent le sous-ordre des Folivora. Ce sont des animaux de taille moyenne au mode de vie original : ils sont presque toujours suspendus à l'envers dans les arbres et se déplacent avec lenteur. Ils possèdent de longues griffes. Les paresseux du genre Bradypus sont aussi appelés « aïs », chacun de leurs membres se terminant par trois doigts griffus, ce qui les distingue des paresseux du genre Choloepus, de la famille des Megalonychidae, qui ne présentent que deux griffes à chaque main.
Outre les six espèces vivant actuellement, on connaît quatre espèces éteintes de paresseux géants qui vivaient en Amérique. Les fossiles de trois d'entre elles ont été trouvés dans l'asphalte des puits de goudron de Rancho La Brea qui abrite des fossiles récents de la dernière ère glaciaire (−40 000 à −10 000 ans).
Il ne faut pas les confondre avec le « paresseux australien », un autre nom donné au koala, mammifère marsupial.

## Taxonomie et systématique
Avant la création du super-ordre des xénarthres, on classait les paresseux dans l'ancien ordre des Édentés, famille des édentés tardigrades, à face plate, par opposition aux édentés ordinaires, à museau long et pointu,. Le sous-ordre des Folivora (Delsuc et al., 2001) est également nommé Phyllophaga (Owen, 1842).
Les espèces de paresseux (appelés aussi aïs ou unaus) sont réparties en deux familles :
- Bradypodidae dans laquelle on trouve les  Bradypus, également appelés aïs (nom venant de leur cri), chez lesquels les « mains » sont munies de trois griffes et qui sont dotés de neuf vertèbres cervicales, ce qui leur assure une rotation de la tête d'environ 270° :
  - Bradypus variegatus Schinz, 1825 ou Paresseux à gorge brune,
  - Bradypus tridactylus Linnaeus, 1758 ou Paresseux à trois doigts, Mouton paresseux,
  - Bradypus torquatus Illiger, 1811 ou Paresseux à crinière,
  - Bradypus pygmaeus Anderson & Handley, 2001 ou Paresseux nain ;
- Megalonychidae ou unaus, paresseux ayant deux griffes et six vertèbres cervicales :
  - Choloepus hoffmanni Peters, 1858 ou Unau d'Hoffmann,
  - Choloepus didactylus (Linnaeus, 1758) ou Paresseux à deux doigts.

## Histoire
Les quatre paresseux géants des États-Unis étaient des animaux de grande taille qui pouvaient se tenir debout. Ils étaient herbivores et vivaient au sol :
- Megalonyx jeffersonii ou Paresseux terrestre de Jefferson
- Eremotherium laurillardi
- Nothrotheriops shastensis
- Glossotherium harlani

## Biologie
Ils possèdent au total 18 dents (en général 10 en haut et 8 en bas) à croissance continue, canines et prémolaires, qui leur servent à mâcher des feuilles.
Leur métabolisme, deux fois inférieur à celui des autres mammifères, leur procure une température qui varie de 23 à 32 °C au cours de la journée, impliquant une poïkilothermie au moins partielle. La couleur du pelage, verdâtre, est due à la présence de symbiotes chlorophylliens, des cyanobactéries (Cyanoderma bradypii ou Cyanoderma choloepi) et des algues vertes (Trichophilus welckeri). Le paresseux possède quelques prédateurs, principalement le jaguar, l'ocelot et l'aigle harpie (Harpia harpyja). Ainsi, chez le Bradypus variegatus, le sol est, et de loin, le lieu de sa plus grande vulnérabilité, cette espèce ne descend pour faire ses besoins qu'une fois par semaine, et se libère alors de plus d'un tiers de son poids. Ce mode de vie assez remarquable est dû aux feuilles coriaces que le Bradypus variegatus mange, qui entraînent une digestion particulièrement lente.
Il se déplace très lentement : moins de 10 m à la minute dans les arbres (soit 0,6 km/h). En fait, cette lenteur est son meilleur camouflage ; il échappe ainsi à la vue perçante de ses prédateurs. Certaines études ont montré qu'il dort environ 12 heures par jour. Le paresseux est incapable de sauter et ne voit pas très loin.
Autre caractéristique, le cou du paresseux comporte huit à neuf vertèbres cervicales ce qui lui permet d'effectuer des rotations de la tête sur près de 270°. Le paresseux a une espérance de vie d'environ 30 à 50 ans. Le paresseux (Bradypus, « aï » en français) est solitaire, il ne s'accouple que tous les deux ans environ. La femelle donne naissance à un seul petit au bout d'une gestation d'environ six mois ; le petit pèse alors 200 à 250 g. Au bout de six mois la mère le délaisse, mais le petit la suit encore jusqu'à l'âge d'un an pour s'en séparer définitivement ensuite.
On les rencontre très fréquemment dans tout le Costa Rica, jusqu'à une altitude de 2 400 m.
En Guyane, l'aï est le réservoir principal du protozoaire Leishmania braziliensis guyanensis, responsable de leishmanioses cutanées du type espundia ; la transmission s'effectue par un phlébotome (Lutzomyia umbratilis).

## Mythe et culture populaire
Le paresseux fait partie des mythes fondateurs dans certaines populations d'Amérique du Sud, soit ancêtre de l'espèce humaine, soit transformation de l'homme en ces animaux des suites d'une mauvaise action. Ce mythe a été étudié par l'anthropologue français Claude Lévi-Strauss dans son ouvrage La Potière jalouse en 1985. Dans la littérature, il est évoqué par l'écrivain chilien Luis Sepúlveda dans son roman Le Vieux qui lisait des romans d'amour en 1992.
Dans la saga littéraire Harry Potter, la cervelle de paresseux peut être utilisée comme ingrédient de potion. Il existe notamment une figure de Quidditch appelée "Roulade du paresseux".

## Conservation
Actuellement, la principale menace pour les paresseux est l'activité humaine, notamment en raison de leur commerce. L'impact néfaste des humains s'accroît avec l'accélération de la déforestation, qui oblige les paresseux à se déplacer au sol vers d'autres zones habitables et les expose aux prédateurs.
Les paresseux de la famille des Bradypodidae sont très recherchés comme animaux de compagnie. Cependant leur métabolisme lent — adapté au mode de vie dans la forêt — les rend très vulnérables à certaines maladies, qui provoquent une surmortalité des paresseux en captivité. Les paresseux de la famille des Megalonychidae ne sont pas valorisés comme animaux de compagnie en raison de leur tempérament agressif et de leurs dents pointues.

## Répartition

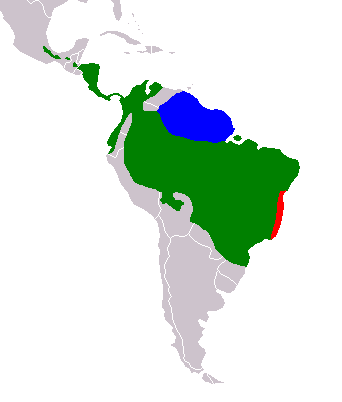
B. variegatus
B. tridactylus
B. torquatus

## Images

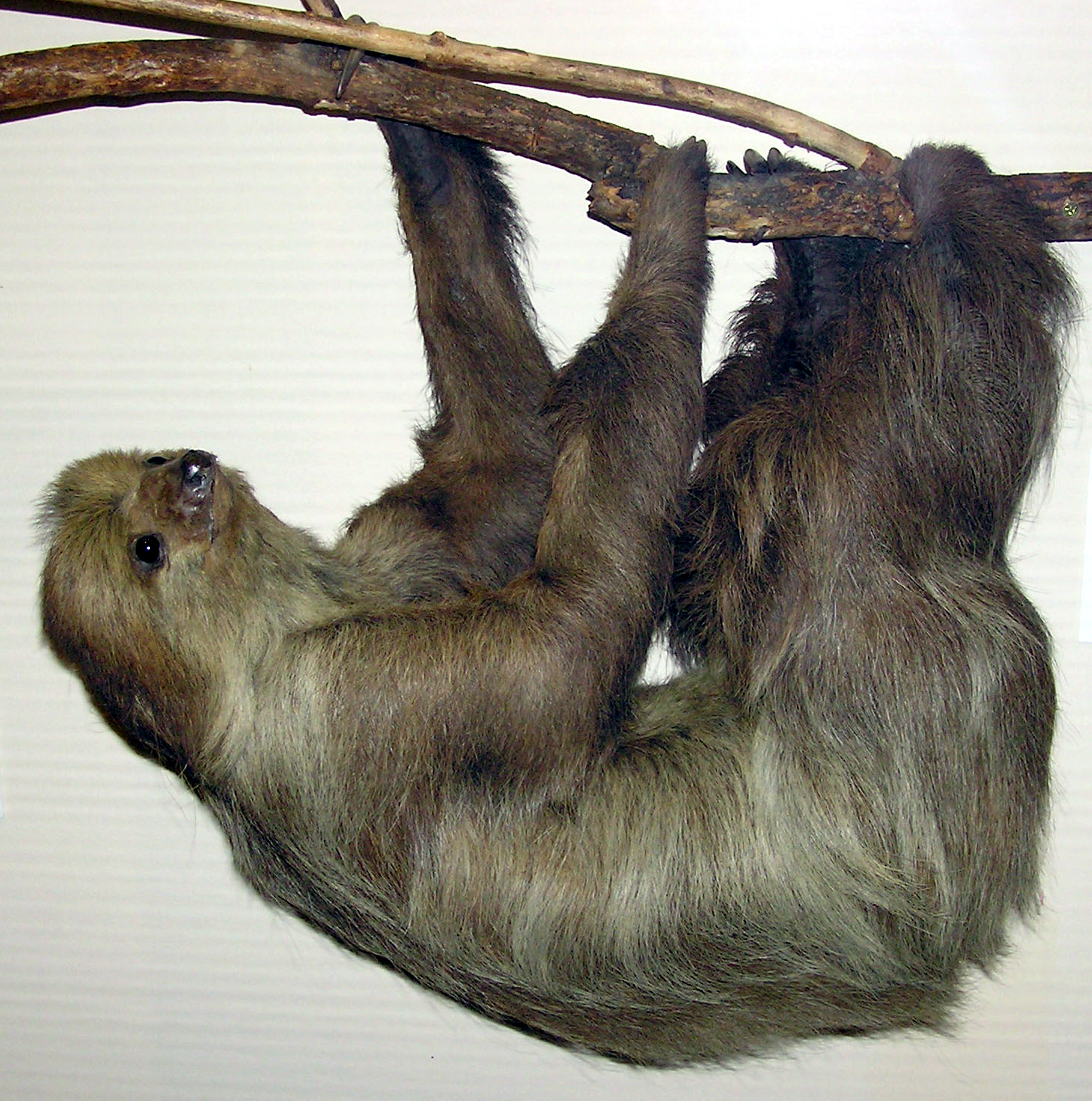
Spécimen de Choloepus didactylus naturalisé (taxidermie)
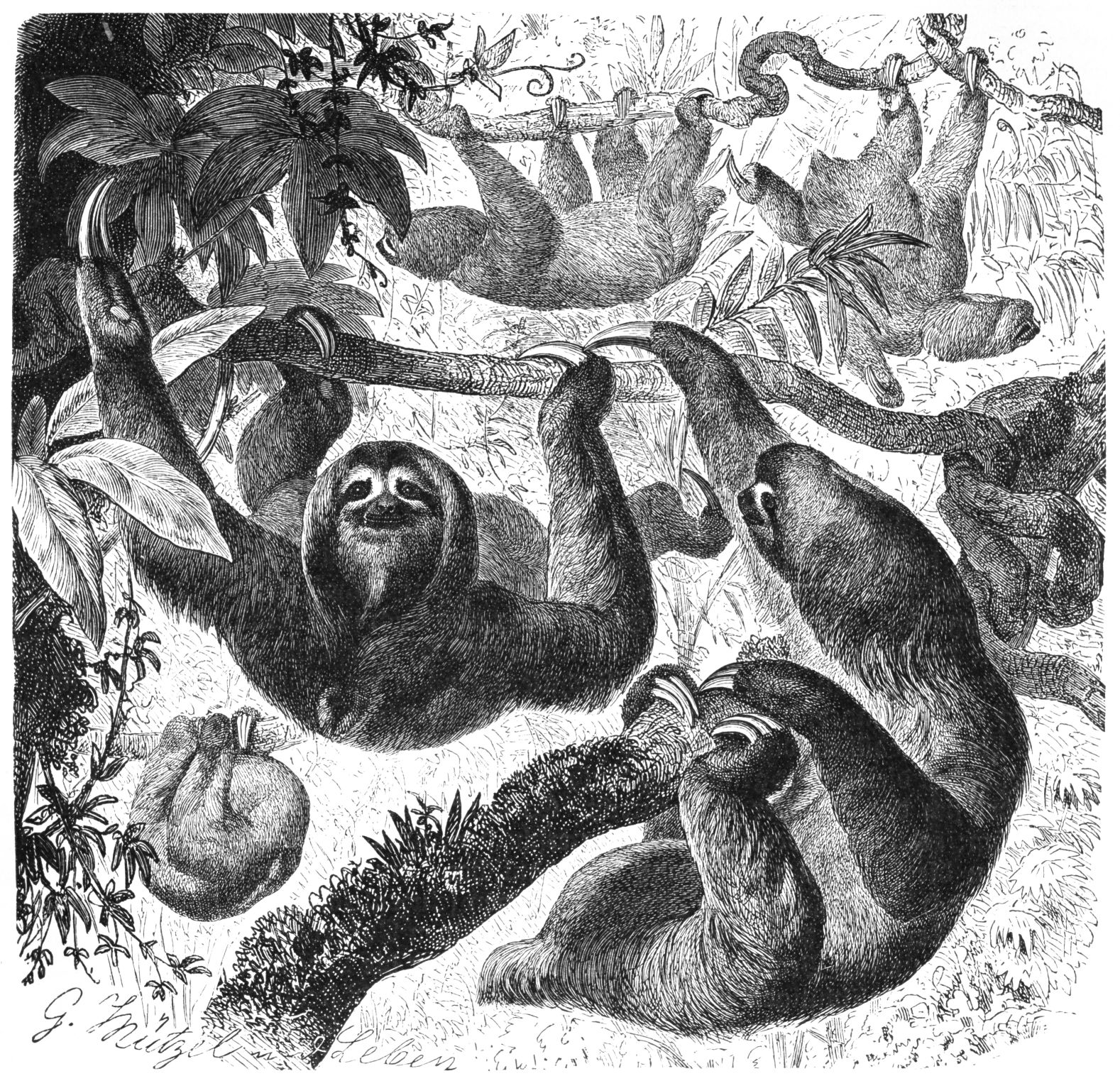
Illustration de plusieurs Bradypus tridactylus